# Labiobarbus cyanopareja
Labiobarbus cyanopareja är en fiskart som först beskrevs av Heckel, 1843.  Labiobarbus cyanopareja ingår i släktet Labiobarbus och familjen karpfiskar. Inga underarter finns listade i Catalogue of Life.